# South Sinai Hospital
Das South Sinai Hospital (arabisch مستشفى جنوب سيناء, DMG Mustašfā Ǧanūb Sīnāʾ) ist ein privates Krankenhaus im Zentrum von Scharm asch-Schaich, Dschanub Sina, Ägypten. Es bietet insgesamt 21 Fachbereiche an, darunter Audiologie, Gastroenterologie, Lasik und plastische Chirurgie.

## Einheiten
Das Einrichtung verfügt über 8 spezifische Einheiten, darunter die endovaskuläre, die stationäre Klinik, invasive und nicht-invasive Kardiologie, Labor, Physiotherapie sowie diagnostische Radiologie. Die stationäre Klinik beherbergt 78 Betten, inklusive zwei Suiten mit Aussicht auf die Terrasse.